# Samir Boitard
Pour les articles homonymes, voir Boitard.
Samir Boitard est un acteur français né en 1979 à Marseille.

## Biographie
Né à Marseille, c'est à Paris que Samir Boitard commence sa carrière en suivant une formation au conservatoire du 17e arrondissement avec Michele Garay.
Son premier rôle lui sera confié par Marina de Van pour le court métrage L'épicerie, présenté à Cannes lors des Jeunes Talents Cannes Adami 2003. 
C'est lors de cet évènement qu'il sera repéré par son premier agent, et commencera à interpréter de petits rôles pour le cinéma.
Il sera ainsi à côté d'Albert Dupontel dans Président, et donnera la réplique à Jean Reno dans Ca$h aux côtés de Jean Dujardin.
C'est cependant la saison 2 d’Engrenages, série de Canal+, qui lui permettra de se révéler totalement au grand public. Il y campe le personnage de Samy Bouchara, flic infiltré à la Donnie Brasco au milieu d'un gang de dealers. Il y reviendra dans la saison 4 gradé au titre de capitaine.
En 2011, il obtient le premier rôle pour le téléfilm de Fabrice Cazeneuve intitulé Chien de guerre.
Lors de la projection de ce film au cinéma Max Linder à Paris, Samir est repéré pour le prochain long métrage de Mohammed Lakhdar-Hamina, sur le thème de la guerre d'Algérie. Il y interprète un des trois rôles principaux, aux côtés de Nicolas Bridet et Laurent Hennequin.
Passionné d'art martial (Dahara), Samir y trouve de nombreuses sources d'inspiration pour sa vie, sa créativité et sa carrière[Comment ?].

### Vie privée
Depuis 2014, il est en couple avec l'actrice française Louise Monot qu'il a rencontrée sur le tournage du téléfilm Où es-tu maintenant ?. En octobre 2016, ils accueillent leur premier enfant, une fille prénommée Lila. En septembre 2020, ils accueillent leur deuxième enfant, une fille prénommée Selma.

## Filmographie

### Cinéma

#### Longs métrages
- 2006 : Président de Lionel Delplanque : Garde du corps Nahéma
- 2008 : Cash d'Éric Besnard : Maxime Comparse
- 2014 : Crépuscule des ombres de Mohammed Lakhdar-Hamina : Khaled
- 2019 : Mon inconnue de Hugo Gélin : le prof de lettres

#### Courts métrages
- 2003 : Épicerie de Marina de Van : L'épicier
- 2008 : Le mal de Benjamin Busnel : Le type du train
- 2011 : Fatum de Sarah Marx : Samir
- 2013 : Fourberie de Nicolas Herman et Laurent Jumeaucourt : Don Juan

### Télévision

#### Séries télévisées
- 2008 - 2012 : Engrenages : Samy Bouchara / Jamal Haroun
- 2009 : Central Nuit : Karim
- 2009 : RIS police scientifique : Karim Akdar
- 2009 : Enquêtes réservées : Cédric Orthez
- 2010 : Boulevard du Palais : Szekely
- 2011 : Antigone 34 : Kader
- 2011 : Trafics : Malik
- 2014 : Caïn : Wolf
- 2015 : No Limit : Reda Belkacem
- 2016 : Le Secret d'Élise : Yanis Ramza
- 2017 : Zone Blanche : Paul
- 2017 - 2018 : On va s'aimer un peu, beaucoup... : Éric Leroy
- 2019 : Soupçons de Lionel Bailliu : Renaud
- 2019 : Prise au piège de Karim Ouaret : Nicolas Meyer
- 2020 : Ils étaient dix de Pascal Laugier : Jimmy
- 2021 : Sam (saison 5) : Lieutenant Montel
- 2021 : OPJ, Pacifique Sud : Alex Marcus
- 2023 : Pax Massilia d'Olivier Marchal : Ali Saïdi
- 2023 : Rivière-Perdue de Jean-Christophe Delpias : Christophe Coulate
- 2025 : La Disparue de Compostelle de Floriane Crépin : Julien Barthes
- 2025 : L'Or bleu d'Hippolyte Dard

#### Téléfilms
- 2008 : Une maman pour un cœur de Patrice Martineau : Samir
- 2008 : Duel en ville de Pascal Chaumeil : Nourredine Belkacem
- 2009 : Le choix de Myriam de Malik Chibane : Miloud
- 2011 : Chien de guerre de Fabrice Cazeneuve : Wallid
- 2010 : Les châtaigniers du désert : Mostafa Moumen
- 2014 : 3 Mariages et 1 coup de foudre de Gilles de Maistre : Issam
- 2014 : Où es-tu maintenant ? d'Arnaud Sélignac : Othmane
- 2017 : Entre deux mères de Renaud Bertrand : Stéphane
- 2018 : Mémoire de sang d'Olivier Guignard : Antoine
- 2019 : Ronde de nuit d'Isabelle Czajka : Fouad
- 2021 : Liés pour la vie de Jean-Marc Rudnicki : Éric Lataquier
- 2021 : Je l'aime à mentir de Gabriel Julien-Laferrière
- 2021 : Les Bois maudits de Jean-Marc Rudnicki : Mehdi
- 2023 : La Fille de l'assassin de Carole Kornmann : Martial
- 2024 : Les enragés d’Arbois de Laurence Katrian : capitaine Hugo Villermoz